# Luka Špik
Luka Špik, né le 9 février 1979 à Kranj en Yougoslavie, est un sportif slovène qui remporta plusieurs titres importants en aviron dont une médaille olympique en or.
Il remporte la médaille d’or avec Iztok Čop en deux de couple aux Jeux olympiques de Sydney en 2000. Il s’agit de la première médaille d’or obtenue par la Slovénie depuis son indépendance en 1991. En 2004, ils obtiennent la médaille d’argent aux Jeux olympiques d’Athènes. En 2012, c'est le bronze qu'ils obtiennent aux Jeux de Londres.
Il remporte également 3 médailles d’or et deux d’argent entre 1999 et 2007 aux championnats du Monde.

## Palmarès

### Jeux olympiques
- 2000 à Sydney,  Australie
  -  Médaille d'or en deux de couple avec Iztok Čop
- 2004 à Athènes,  Grèce
  -  Médaille d'argent en deux de couple avec Iztok Čop
- 2008 à Pékin,  Chine
  - 6e en deux de couple avec Iztok Čop
- 2012 à Londres,  Royaume-Uni
  -  Médaille de bronze en deux de couple avec Iztok Čop

### Championnats du monde
- 1999 à Saint Catharines,  Canada
  -  Médaille d'or en deux de couple
- 2001 à Luzerne,  Suisse
  - 5e place en deux de couple avec Mizerit
- 2002 à Séville,  Espagne
  - 8e place en quatre de couple avec Novak, Sracnjek et Bozic
- 2003 à Milan,  Italie
  - 4e place en deux de couple avec Prelog
- 2005 à Gifu,  Japon
  -  Médaille d'or en deux de couple
  -  Médaille d'argent en quatre de couple
- 2006 à Eton,  Royaume-Uni
  -  Médaille d'argent en deux de couple
- 2007 à Munich,  Nouvelle-Zélande
  -  Médaille d'or en deux de couple

### Championnats du monde junior
- 1994:Munich (ALL)- 6e (Skiff)
- 1995:Poznań (POL)- 2e (Skiff)
- 1997:Hazewinkel (BEL)- 1re (Skiff)
- 1998:Ioannina (GRE)- 1re (Skiff)